# John Macaulay
Pour les articles homonymes, voir Macaulay.
Pas d'image ? Cliquez ici

b Matchs officiels uniquement.
John Macaulay, né en juillet 1er janvier 1867 à Limerick et mort le 17 août 1957 à Listowel, est un joueur de rugby à XV, qui joue avec l'équipe d'Irlande en 1887. Il devient plus tard sélectionneur, puis président de l'Irish Rugby Football Union en 1894-1895.

## Biographie
John Macaulay obtient sa première cape internationale le 5 février 1887 avec l'équipe d'Irlande à l'occasion d'un match contre l'équipe d'Angleterre dans le cadre du Tournoi britannique de rugby à XV 1887. Il joue son dernier match international le 19 février 1887 contre l'équipe d'Écosse. La première victoire de l'équipe d'Irlande à Lansdowne Road est la première victoire de l'Irlande sur l'Angleterre le 5 février 1887 sur le score de 6-0. C'est seulement la deuxième victoire en vingt-cinq rencontres de l'équipe nationale. Robert Warren est le capitaine de l'équipe, Robert Montgomery et CR Tillie inscrivent deux essais transformés par Daniel Rambaut. John Macaulay fait partie de l'équipe.

## Statistiques en équipe nationale
- 2 sélections en équipe d'Irlande en 1887
- Sélections par année : 2 en 1887
- Participation à 1 Tournoi britannique en 1887